# Ternin
Der Ternin ist ein ca. 48 km langer Fluss in Frankreich, der in den Départements Côte-d’Or, Nièvre und Saône-et-Loire in der Region Bourgogne-Franche-Comté verläuft.

## Verlauf
Der Ternin entspringt Morvan-Massiv, im Gemeindegebiet von Champeau-en-Morvan und entwässert generell Richtung Süd bis Südost durch den Regionalen Naturpark Morvan. Nach rund 48 km mündet er bei Autun als rechter Nebenfluss in den Arroux.

## Orte am Fluss
- Alligny-en-Morvan
- Chissey-en-Morvan
- Lucenay-l’Évêque
- Tavernay
- Autun